# Woda butelkowana

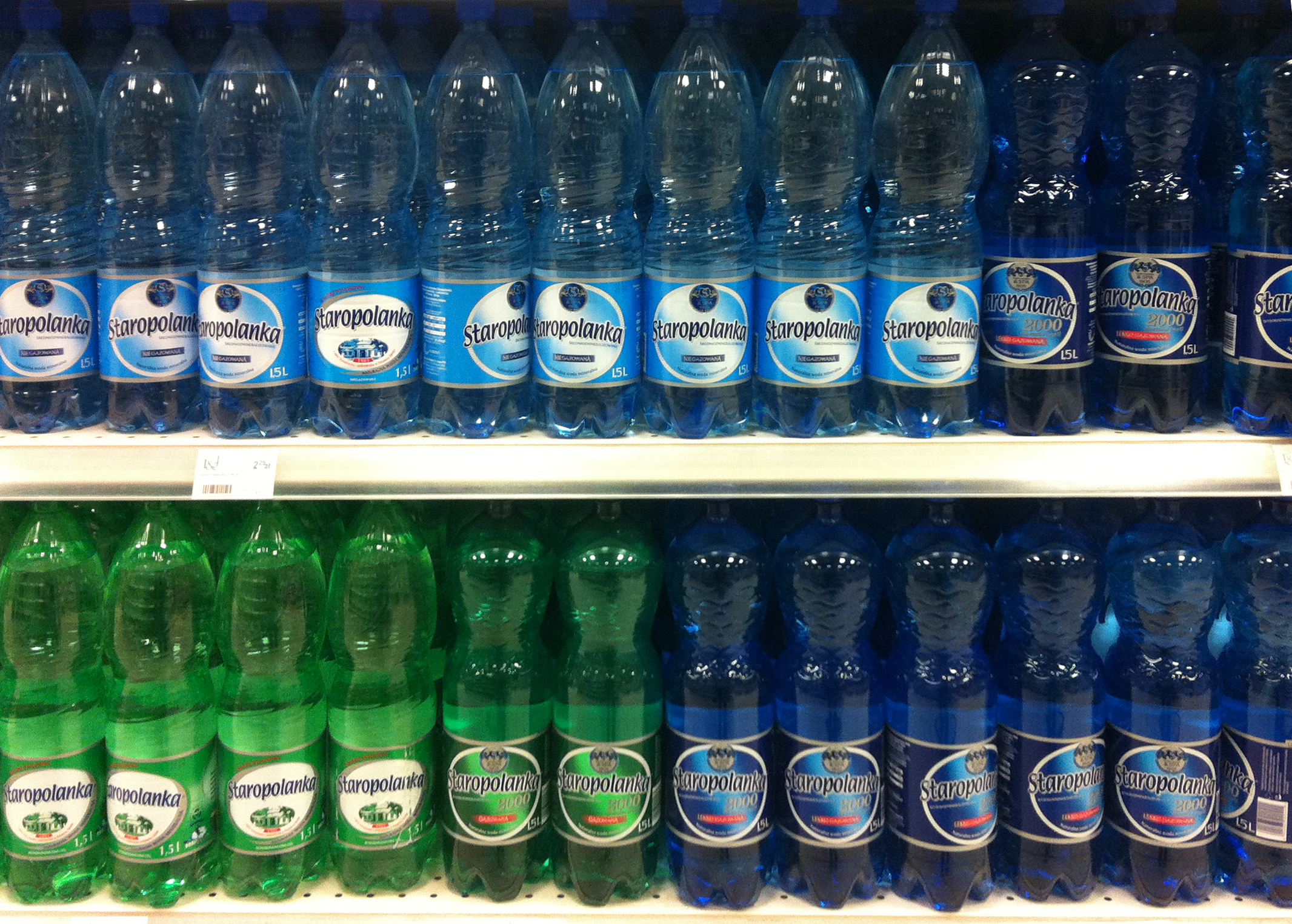
Wody butelkowane

Woda butelkowana – woda pitna, dystrybuowana w butelkach, zazwyczaj plastikowych lub szklanych.

## Woda butelkowana a woda mineralna
Potocznie jako synonimu wody butelkowanej używa się określenia woda mineralna, co jest błędne, gdyż nie każda woda butelkowana jest wodą mineralną. Brak rozróżnienia przyjął się w XIX-wiecznej Francji, gdy rozpoczęto przemysłowo butelkować wody wydobywane spod ziemi. Nazwa mineralna pochodzi od łacińskiego słowa minare (pol. kopać) i pierwotnie oznaczała każdą wodą pozyskaną z pokładów podziemnych. Traktowanie tych nazw jako synonimów utrwaliła kampania reklamowana marki Perrier z 1870, po rozpoczęciu jej butelkowania i dystrybucji na dużą skalę.
Rozróżnienie nastąpiło na Międzynarodowym Kongresie Balneologicznym w niemieckim Bad Nauheim w 1911, gdzie nazwę woda mineralna zastrzeżono dla wód o mineralizacji ponad 1000 mg/l. Naukowa definicja nazwy przyjęła się w Europie Środkowej. W 1954 I Ogólnopolski Zjazd Balneologiczny w Inowrocławiu oficjalnie przyjął stosowany do dziś naukowy podział i nazewnictwo wód, który był używany w stosunku do wód butelkowanych również w prawodawstwie do 1990.
W latach 1990–2011 ukazało się 10 aktów prawnych różnej rangi, wśród których część inaczej klasyfikowało wody butelkowane. Obecnie są one klasyfikowane na podstawie rozporządzenia Ministra Zdrowia z dnia 31 marca 2011, które weszło w życie 7 maja 2011 i dostosowało polskie prawo do dyrektywy Parlamentu Europejskiego nr 2009/54/WE w sprawie wydobywania i wprowadzania do obrotu naturalnych wód mineralnych. Przepisy te znacznie odbiegają od stosowanej definicji naukowej i bliższe są nomenklaturze używanej w XIX-wiecznej Francji. Inne definicje podziału wód butelkowanych stosowane przez środowisko naukowe i akty prawne powodują zamieszanie wśród konsumentów.

## Woda butelkowana a woda wodociągowa
W przestrzeni społecznej istnieją pseudonaukowe teorie dotyczące relacji wód butelkowanych do wód wodociągowych. Często polegają one na braku rozróżnienia wód na podstawie ich mineralizacji. Z jednej strony marki sprzedające wody butelkowane podkreślają ich zalety prozdrowotne nad wodami wodociągowymi, z drugiej w kampaniach marketingowych przedsiębiorstw wodociągowych oraz w mediach pojawiają się artykuły, których treść wskazuje na brak różnic pomiędzy wodą z butelki a wodą z kranu, czy nawet wskazującą tą drugą jako lepszą. W rzeczywistości ze względu na duże różnice pomiędzy poszczególnymi markami wód butelkowanych, nieuprawnione jest ich generalizowanie.
Butelkowane wody niskozmineralizowane (często występujące w obrocie handlowym pod nazwą wody źródlane) odpowiadają wodzie wodociągowej, która zazwyczaj jest wodą niskozmineralizowaną, z rzadka osiągając dolne granice mineralizacji akratopeg. Wody te służą do przygotowywania posiłków i napojów oraz nawadniania organizmu, nie mając znaczenia zdrowotnego. Natomiast butelkowane wody średnio- i wysokozmineralizowane zawierają więcej składników mineralnych niż wody wodociągowe i prócz nawadniania organizmu mogą być wykorzystywane do uzupełnienia diety o występujące w nich w większych ilościach składniki mineralne.

## Historia butelkowania wód w Polsce
Pierwsza rozlewnia wód na ziemiach polskich powstała w 1806 w Krynicy, tam też w 1856 po raz pierwszy na ziemiach polskich nasycono wodę butelkowaną dwutlenkiem węgla. W XIX w. powstały rozlewnie również w innych karpackich uzdrowiskach. Pierwsza rozlewnia wód na ziemiach polskich, zlokalizowana poza Karpatami, powstała w 1902 w Ciechocinku.
W II Rzeczypospolitej istniało 9 rozlewni wód. Butelkowały one wodę pochodzącą z uzdrowisk, z wyjątkiem rozlewni akratopegi Ostromecko. Liczba rozlewni wzrosła po II wojnie światowej, gdy w granicach Polski znalazły się uzdrowiska sudeckie. Na przełomie lat 80. i 90. XX w. w Polsce działało 17 rozlewni uzdrowiskowych.
Przemiany gospodarcze po upadku komunizmu spowodowały wzrost liczby zakładów produkujących wodę butelkowaną, które powstawały także poza miejscowościami uzdrowiskowymi. Jednocześnie upadło 10 z 17 rozlewni uzdrowiskowych, działających przed przemianami. Od lat 90. XX w. popularność zdobyły butelki plastykowe, ograniczając wykorzystanie dotychczas powszechnie stosowanych butelek szklanych.

## Wybrane marki wód butelkowanych
dla porównania przedstawiono mineralizacje przykładowych wód wodociągowych
| Nazwa                       | Rodzaj wody               | Mineralizacja [mg/l] | Kraj pochodzenia  |
| --------------------------- | ------------------------- | -------------------- | ----------------- |
| Franciszek                  | woda mineralna            | 14 814               | Polska            |
| Henryk                      | woda mineralna            | 5226                 | Polska            |
| Bordżomi                    | woda mineralna            | 5000–7500            | Gruzja            |
| Likani                      | woda mineralna            | 4500–6500            | Gruzja            |
| Vichy Catalan               | woda mineralna            | 3864                 | Hiszpania         |
| Asz-Tau                     | woda mineralna            | 3700–7200            | Rosja             |
| Nabeghlavi                  | woda mineralna            | 3500–5900            | Gruzja            |
| Radenska                    | woda mineralna            | 3391                 | Słowenia          |
| Vichy Célestins             | woda mineralna            | 3325                 | Francja           |
| Sairme                      | woda mineralna            | 3000–5000            | Gruzja            |
| Darida                      | woda mineralna            | 2800–4100            | Białoruś          |
| Kryniczanka                 | woda mineralna            | 2460                 | Polska            |
| Staropolanka 2000           | woda mineralna            | 2199                 | Polska            |
| Józef                       | woda mineralna            | 2157                 | Polska            |
| Värska Originaal            | woda mineralna            | 2000–2400            | Estonia           |
| Wysowianka                  | woda mineralna            | 1973                 | Polska            |
| Muszynianka                 | woda mineralna            | 1954                 | Polska            |
| Cechini Muszyna             | woda mineralna            | 1800                 | Polska            |
| Piwniczanka                 | woda mineralna            | 1756                 | Polska            |
| Parádi                      | woda mineralna            | 1700                 | Węgry             |
| Värska Mineraal             | woda mineralna            | 1645–1912            | Estonia           |
| Buskowianka                 | woda mineralna            | 1639                 | Polska            |
| Kobi                        | woda mineralna            | 1400–2400            | Gruzja            |
| MultiVita                   | woda mineralna            | 1255                 | Polska            |
| Rosbacher                   | woda mineralna            | 1235                 | Niemcy            |
| S.Pellegrino                | akratopega                | 940                  | Włochy            |
| Lete                        | akratopega                | 870                  | Włochy            |
| Staropolanka                | akratopega                | 756                  | Polska            |
| Selenka Wieniec-Zdrój       | akratopega                | 750                  | Polska            |
| Cisowianka                  | akratopega                | 742                  | Polska            |
| Uliveto                     | akratopega                | 729                  | Włochy            |
| Vöslauer                    | akratopega                | 709–711              | Austria           |
| Maryla                      | akratopega woda mineralna | 700–1100             | Białoruś          |
| Nałęczowianka               | akratopega                | 650                  | Polska            |
| Egeria                      | akratopega                | 646                  | Włochy            |
| Perrier                     | akratopega                | 636                  | Francja           |
| Ostromecko                  | akratopega                | 630                  | Polska            |
| woda wodociągowa w Gdańsku  | akratopega woda słodka    | 279–607              | Polska            |
| woda wodociągowa w Toruniu  | akratopega woda słodka    | 400–600              | Polska            |
| Kinga Pienińska             | akratopega                | 537                  | Polska            |
| Acqua di Nepi               | akratopega                | 526                  | Włochy            |
| Jurajska                    | akratopega                | 515                  | Polska            |
| woda wodociągowa w Policach | akratopega woda słodka    | 223–506              | Polska            |
| Jana                        | woda słodka               | 494                  | Słowacja          |
| San Benedetto               | woda słodka               | 489                  | Włochy            |
| En Gedi                     | woda słodka               | 488                  | Izrael            |
| Aguas de Teror              | woda słodka               | 462                  | Hiszpania         |
| Ślężanka                    | woda słodka               | 450                  | Polska            |
| Arkina                      | woda słodka               | 444                  | Szwajcaria        |
| Jaworowy Zdrój              | woda słodka               | 439,03               | Polska            |
| Mangaļi                     | akratopega woda słodka    | 430–850              | Łotwa             |
| Kropla Beskidu              | woda słodka               | 383                  | Polska            |
| Evian                       | woda słodka               | 357                  | Francja           |
| La Vie                      | woda słodka               | 310–390              | Wietnam           |
| Staropolanka Zdrój          | woda słodka               | 306                  | Polska            |
| Truskawiecka                | akratopega woda słodka    | 250–900              | Ukraina           |
| Dar Natury                  | woda słodka               | 240                  | Polska            |
| Żywiec Zdrój                | woda słodka               | 213-408              | Polska            |
| Bakuriani                   | woda słodka               | 200–250              | Gruzja            |
| Oravská                     | woda słodka               | 190                  | Słowacja          |
| Morszyńska                  | woda słodka               | 100–400              | Ukraina           |
| Alkalive                    | woda słodka               | 100–120              | Katar             |
| Poland Spring               | woda słodka               | 41                   | Stany Zjednoczone |